# 망포고등학교
망포고등학교(網浦高等學校)는 대한민국 경기도 수원시 영통구 망포동에 있는 공립 고등학교이다.

## 학교 연혁
- 2007년 4월 6일 : 망포고등학교 교사 착공
- 2008년 2월 28일 : 망포고등학교 준공
- 2008년 3월 1일 : 초대 허일 교장 취임
- 2008년 3월 7일 : 제1회 입학식 (12학급 469명)
- 2009년 2월 27일 : 도지정 외국어 특성화학교 선정
- 2009년 3월 2일 : 교원능력평가 시범학교 선정
- 2009년 7월 2일 : 사교육 없는 학교 지정 운영
- 2010년 3월 2일 : 국제 이해교육 시범학교 선정
- 2010년 4월 12일 : 수원시 지정 수학·과학 특성화 학교 선정
- 2011년 2월 10일 : 제1회 졸업식(졸업생 376명)
- 2023년 1월 4일 : 제13회 졸업식(졸업생 253명)
- 2023년 3월 1일 : 제6대 김흥태 교장 취임
- 2023년 3월 2일 : 입학식(입학생 295명)

## 참고 자료
- 망포고등학교 - 한국교육학술정보원 학교알리미